# يوجين تورنر
يوجين تورنر (بالإنجليزية: Eugene Turner)‏ هو متزلج فني أمريكي، ولد في 26 نوفمبر 1920 في لوس أنجلوس في الولايات المتحدة، وتوفي في 14 يناير 2010 في يوونتفيل في الولايات المتحدة.

## وصلات خارجية
- يوجين تورنر على موقع IMDb (الإنجليزية)
- يوجين تورنر على موقع قاعدة بيانات الفيلم (الإنجليزية)